# Пердикка I
Пердикка I (др.-греч. Περδίκκας, лат. Perdiccas) — легендарный родоначальник династии македонских царей (династии Аргеадов), правивший в VIII веке до н. э.
Самые ранние источники Геродот и Фукидид начинают царскую македонскую династию с Пердикки, однако позже в генеалогии появились его предшественники на царском троне и легенда о Каране как основателе династии.
Согласно Геродоту, Пердикка вел своё происхождение от аргосского царя Темена, который в свою очередь, являлся потомком Геракла. Пердикка и два его старших брата, Гаван и Аероп, бежали из Аргоса в Верхнюю Македонию, в город Лебею, где нанялись пастухами к царю лебейскому. Когда царь приказал схватить их, они скрылись от погони в районе горы Бермий (Вермион), где младший из братьев — Пердикка — основал Македонское царство. Местоположение города Лебея неизвестно, но остальные географические детали предания вполне достоверны.
История с тремя братьями, один из которых становится царем, существует в эпосе многих народов. Семантический анализ имён братьев указывает на возможные отголоски кланового или родового состава племени Пердикки во времена, когда в Македонии основали колонию подданные легендарного фригийского царя Мидаса. Аргосское происхождение Пердикки сомнительно, ведь само его имя за пределами Македонии не встречается. В данном случае на народный эпос наложилось вполне естественное желание македонских царей (вероятно Александра I) иметь родословную от общепризнанных героев Эллады. В будущем Птолемеи, правящая македонская династия в Египте, подсоединились к божественному предку Гераклу через расширенную версию династии Аргеадов, то есть выходцев из Аргоса.
Расширение Македонии шло примерно следующим образом. Пердикка и его потомки прежде всего прогнали из района Пиерии пиеров (фракийское племя), которые впоследствии поселились за Стримоном у подошвы горы Пангея. Из области под названием Боттиея македонцы также изгнали её жителей, боттиев (по преданию, они были выходцы из Крита). В Пеонии потомки Пердикки овладели узкой полосой земли вниз по течению Аксия до Пеллы и моря. За Аксием до Стримона они постепенно захватили страну под названием Мигдония, откуда выгнали эдонов (все это были фракийцы). Затем они изгнали также эордов из Эордии. При этом большая часть эордов погибла. Из Алмонии были вытеснены алмоны. Все эти области впоследствии получили название Македонии.
Юстин передает ещё одну легенду о Пердикке:

«После Карана правил Пердикка. И жизнь его была славной, и достопамятен предсмертный его завет, подобный изречению оракула. А именно, умирая уже стариком, он указал своему сыну Аргею место, где желал бы быть похороненным. Там же приказал он погребать останки своих преемников и предсказал, что, доколе потомков его будут погребать тут, царская власть сохранится в его роде. Те, веря этому преданию, полагают, что род Пердикки угас в лице Александра [Великого] потому, что тот переменил место царского погребения.»

Из сохранившихся фрагментов Диодора (Exc. Vat. p. 4) следует, что Пердикка основал первую столицу Македонии Эги (Вергина), бывшую местом погребения македонских царей.
Согласно Евсевию Кесарийскому Пердикка I правил 48 лет, в его правление умерли фригийский царь Мидас, отведав бычьей крови, и Ромул, основатель Рима.